# Tom Capone
Luiz Antonio Ferreira Gonçalves (Río Negro, 1 de enero de 1966-Los Ángeles, 2 de septiembre de 2004), más conocido por su nombre artístico Tom Capone, fue un productor discográfico y guitarrista brasileño que durante su carrera cosechó varios galardones y nominaciones en los Premios Grammy Latinos.

## Biografía

### Inicios y carrera
Capone nació en Río Negro, Paraná, y se mudó a la capital Brasilia a los 18 años. Inició en la industria musical tocando la guitarra en la agrupación Peter Perfeito en la década de 1980, y posteriormente se convirtió en productor discográfico, abriendo su propio estudio. Tuvo la posibilidad de trabajar con artistas como Milton Nascimento, Gilberto Gil, Barao Vermelho, Bacilos, Carlinhos Brown, Nando Reis y Raimundos.

### Fallecimiento
Tras asistir a la gala de los Premios Grammy Latinos (en la que obtuvo una de las estatuillas en la categoría de mejor álbum brasileño de pop con la cantante María Rita) y mientras se dirigía a Ventura Boulevard en Los Ángeles, Capone falleció en un accidente de tránsito luego de que su moto impactara contra un auto. Recientemente había producido tres canciones de la agrupación Bacilos, que se publicaron de manera póstuma.